# Thời đại Gustav
Thời đại Gustav của vua Gustav III và Gustav IV, cũng như triều đại của vua Charles XIII là một giai đoạn lịch sử của Thụy Điển kể từ năm 1772 đến năm 1809.

## Gustav III

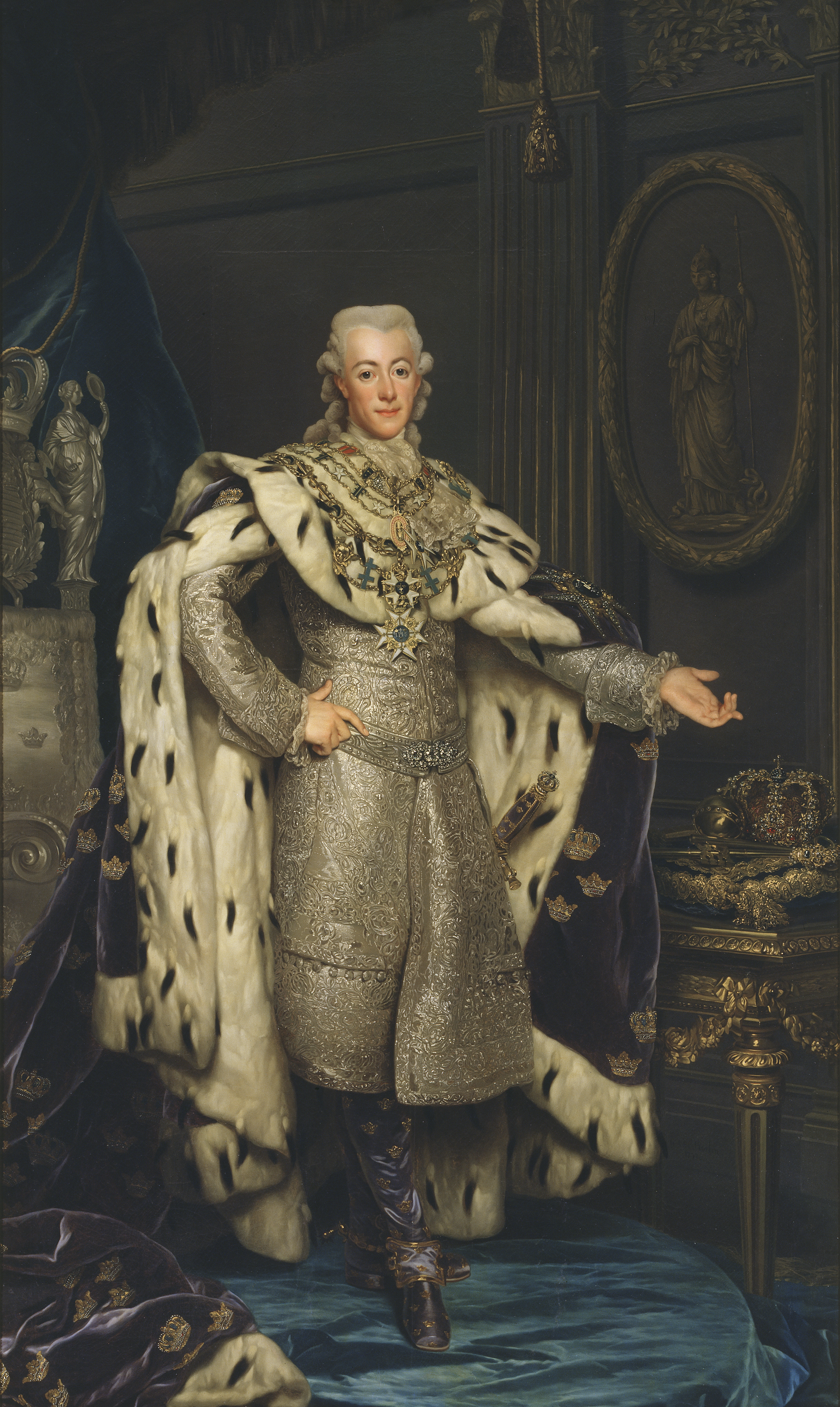
Vua Gustav III

Adolf Frederick của Thụy Điển qua đời vào ngày 12 tháng 2 năm 1771. Cuộc bầu cử sau đó đã dẫn đến một phần chiến thắng cho đảng Caps, đặc biệt là trong số các tầng lớp thấp hơn; nhưng trong tầng lớp nông dân, đa số của đảng Caps chỉ là danh nghĩa, trong khi đa số giới quý tộc đã tử chiến chống lại họ. Tuy nhiên, họ đã không thể thực hiện được điều gì cho đến khi sự trở lại của vị vua mới, Gustav III, từ Paris.